# Capitoli di Great Teacher Onizuka

Copertina del primo volume dell'edizione "Big GTO" italiana

Questa è la lista dei capitoli di Great Teacher Onizuka, manga scritto e disegnato da Tōru Fujisawa. Esso racconta le peripezie di Eikichi Onizuka, ventiduenne ex teppista bōsōzoku, che diventa professore presso un istituto privato e deve guadagnarsi la fiducia dei suoi studenti.
Il manga è stato pubblicato per la prima volta in Giappone da Kōdansha sulla rivista Weekly Shōnen Magazine. Successivamente i capitoli sono stati raccolti in 25 tankōbon pubblicati tra il 16 maggio 1997 al 17 aprile 2002. L'edizione italiana è stata distribuita da Dynit dal 6 agosto 2003 al 26 ottobre 2005 in 25 volumi. A partire dal 2006, è stata messa in commercio "Big GTO": un'edizione che raggruppa in un unico volume due albi della versione originale giapponese. Questa è cominciata nell'ottobre 2006 e si è conclusa nel dicembre 2007 in 13 volumi.
Il manga è stato distribuito in tutto il mondo. In Nord America da Tokyopop, in Francia da Pika Édition, in Germania da Egmont, a Taiwan da Tong Li Publishing.

## Great Teacher Onizuka

### Volumi 1-10
| 1  | 14 maggio 1997 | ISBN 4-06-312411-8 | 6 agosto 2003    |
| 1  | Capitoli - 1. Ecco a voi Eikichi Onizuka (鬼塚英吉現る?) - 2. Gli ostacoli di un insegnante (教師への道?) - 3. Il grande professore Eikichi Onizuka!! (教師万歳!!?) - 4. Si può essere felici in un monolocale di 6 tatami! (6畳一間の幸福?) - 5. Il ritmo del desiderio (狼になりたい?) |                    |                  |
| 2  | 15 luglio 1997 | ISBN 4-06-312436-3 | 8 settembre 2003 |
| 2  | Capitoli - 6. Onizuka, un insegnante (いち教師鬼塚?) - 7. L'esame di assunzione (教員採用試験？?) - 8. Molestie sessuali in autobus (バスでチカン‥？?) - 9. Il german suplex della rabbia (怒りのジャーマンスープレックス?) - 10. Un precipitoso rock'n roll (・徒毘？薫狼流?) - 11. Fammi vedere un bel german (ジャーマンをきめて‥‥?) - 12. La nascita del professor Onizuka (鬼塚先生誕生！?) - 13. Dancing Floor (ダンシングフロアー?) - 14. Come National Kid (ナショナルキッドのように‥‥?)                                                                           |                    |                  |
| 3  | 13 settembre 1997 | ISBN 4-06-312455-X | 12 novembre 2003 |
| 3  | Capitoli - 15. L'ex quarta sezione del secondo anno (元2年4組?) - 16. Non si maltrattano così gli insegnanti (先生いじめ?) - 17. Non si maltrattano così i responsabili di classe (担任いじめ?) - 18. Uccidiamo Onizuka (鬼塚殺害計画?) - 19. Grande battaglia in sala giochi (大ゲーセンバトル?) - 20. Insieme alla mamma (お母さんと一緒?) - 21. Ravioli cinesi horror (恐怖の焼売?) - 22. La mia cara Cresta (愛しのクレスタ?) - 23. Licenziate quell'uomo! (あいつをクビにしろ!!?)                                                                                     |                    |                  |
| 4  | 14 novembre 1997 | ISBN 4-06-312481-9 | 9 dicembre 2003  |
| 4  | Capitoli - 24. I'm a Student! (I am a student！?) - 25. Chi è il più grande mammone della classe? (クラスで一番のマザコンはだーれ？?) - 26. Kichijoji Bowling Wars (吉祥寺ボーリングウォーズ?) - 27. Bay-Bridge Bungee (ベイブリッジ バンジー?) - 28. Squalificato come insegnante (教師失格?) - 29. L'insegnante di ginnastica - c'è sempre qualcuno superiore a te - (体育教師 上には上がいる?) - 30. Tonta tonta Tomoko (トロトロ朋子?) - 31. Melanzane e cetrioli (なすときゅうり?) - 32. Il gioco solitario con le bambole (一人ぼっちの人形あそび?)                  |                    |                  |
| 5  | 13 gennaio 1998 | ISBN 4-06-312503-3 | 28 gennaio 2004  |
| 5  | Capitoli - 33. Dote d'amore (愛の才能?) - 34. The Audition (ザ・オーディション?) - 35. Nascita di una star (スター誕生!!?) - 36. Raccomandazione di dimissioni (退職勧告?) - 37. La primavera dei 51 anni di Hiroshi Uchiyamada (内山田ひろし51歳の春?) - 38. Lui lo sa!! (あいつは知っている!!?) - 39. I Love You (I LOVE YOU?) - 40. La prima visita (初めての訪問?) - 41. Sei più bella di una farfalla (君は蝶より美しい?) |                    |                  |
| 6  | 15 aprile 1998 | ISBN 4-06-312538-6 | 12 marzo 2004    |
| 6  | Capitoli - 42. Svenimenti, svenimenti e ancora svenimenti (失神 失神 また失神?) - 43. Onizuka's IQ (ONIZUKA'S IQ?) - 44. Una vita in due da sogno (夢の二人暮らし?) - 45. La strada per la conquista del Giappone (全国制覇への道?) - 46. Il secondo schiavo (2番目の奴隷?) - 47. Leccami! (私を舐めて・?) - 48. L'esame, gli yakuza e la liceale (テストとヤクザと女子高生?) - 49. Orientamento educativo (教育的指導!??) - 50. La più grave crisi dell'istituto (学苑最大の危機?)                                                                                        |                    |                  |
| 7  | 15 giugno 1998 | ISBN 4-06-312559-9 | 20 aprile 2004   |
| 7  | Capitoli - 51. L'eroe televisivo (TVヒーロー?) - 52. Un insegnante per tutta la vita (生涯いち教師?) - 53. Una sirena pericolosa (危ない人魚姫?) - 54. L'uccellino azzurro della felicità (幸福の青い鳥‥‥？?) - 55. La sirena innocente (無邪気な人魚姫?) - 56. La sirena diabolica (悪魔の人魚姫?) - 57. Il sogno della ragazza che gridava "al lupo" (狼少女が見る夢は?) - 58. Un "colpo di culo" e "la sentenza" (ドンケツ 判決 そして‥?) - 59. Il gioco della morte (死亡遊戯?)                                                                                        |                    |                  |
| 8  | 10 agosto 1998 | ISBN 4-06-312583-1 | 20 maggio 2004   |
| 8  | Capitoli - 60. Cronaca quotidiana: il caso del poliziotto Toshiyuki Saejima (ある日常の記録―警官冴島俊行の場合―?) - 61. Il Toro e "toro-toro" (トロがト～～ロトロ?) - 62. Un regalo per la mia amata maestra (恩師への贈り物?) - 63. Il moi segreto (わたしの秘密?) - 64. La lezione supplementare del professor Onizuka (鬼塚先生乃課外授業?) - 65. Voglio allargarti il buco del sedere! (血津乃穴御拡下露!!?) - 66. Un sorriso per una ragazza triste (悲しい少女に微笑みを‥?) - 67. Il nemico naturale (ただ一人の天敵?) - 68. Il club delle majokko (魔女っ子倶楽部?) |                    |                  |
| 9  | 14 novembre 1998 | ISBN 4-06-312619-6 | 6 luglio 2004    |
| 9  | Capitoli - 69. I diabolici biscotti avvelenati (悪魔の毒々クッキー?) - 70. Un'insegnante femmina? (オンナ教師？?) - 71. Il mio posto riservato (とっておきの場所?) - 72. Ti piacerebbe avere una bella mamma (きれいなお母ちゃんは好きですか？?) - 73. Mia cara Fukada-chan... (愛しの深田ちゃん・?) - 74. Anche se sei una donna gigante... (でっかいくせに‥?) - 75. Son of a Bitch!! (Son of a bitch!!?) - 76. Il prezzo che deve pagare un guardone (のぞきの代償?) - 77. I soldi sono spariti! - prima parte - (お金がない!??)                                         |                    |                  |
| 10 | 15 marzo 1999 | ISBN 4-06-312665-X | 29 luglio 2004   |
| 10 | Capitoli - 78. I soldi sono spariti! - seconda parte - (お金がないっ!???) - 79. Il testamento (遺書?) - 80. La grande ricerca della squadra in bicicletta (チャリンコ大捜査線?) - 81. La maschera strappata (仮面はがし?) - 82. Come concludere una faccenda (ケジメのつけ方?) - 83. Oh, mia cara rotta per Okinawa! (ああ憧れの沖縄航路?) - 84. Come moltiplicare un guadagno per dieci! (所得十倍増計画?) - 85. Il più virile tra tutti gli uomini (男の中の男?) - 86. Vivi solo sperando nella fortuna (運だけで生きろ!??)                                              |                    |                  |

### Volumi 11-20
| 11 | 15 giugno 1999 | ISBN 4-06-312688-9 | 31 agosto 2004    |
| 11 | Capitoli - 87. La Mercedes distrutta (ベンツ丸つぶれ?) - 88. Il club dei maniaci di Musashino (武蔵野HENTAI倶楽部?) - 89. Corde e tonificanti (ナワと滋養強壮?) - 90. Un Enko pericoloso (ガンコなエンコー?) - 91. Il giorno del giudizio (審判の日?) - 92. Addio, Onizuka! (さよなら 鬼塚！?) - GTO - Great Toroko Oppai! (GTO～ぐれえと とろこ おっぱい・～?) - Scene 1. La più grande idol del Giappone (日本一のアイドル?) - Scene 2. Manager Boogie (マネージャーブギ?) - Scene 3. La prima regola del successo (明日のための“その1”?)                 |                    |                   |
| 12 | 7 agosto 1999 | ISBN 4-06-312727-3 | 30 settembre 2004 |
| 12 | Capitoli - 93. Trasformazione! (HEN-SHIN?) - 94. La grande trasformazione di Azusa (あずさの変身大作戦?) - 95. Okinawa! (沖縄でGo！?) - 96. Camere miste! (相部屋でGo――っ?) - 97. Le tartarughe marine (海ガメでGo――っ?) - GTO - Great Toroko Oppai! (GTO～ぐれえと とろこ おっぱい・～?) - Scene 4. L'ufficio non c'è più! (事務所がない！?) - Scene 5. La prima volta a nudo in pubblico (ヘア出し一番搾り?) - Scene 6. Lo scandalo di Toro-chan (あの娘のスキャンダル！?) - Scene 7. Verso il domani (明日のために‥?)                                    |                    |                   |
| 13 | 15 novembre 1999 | ISBN 4-06-312773-7 | 29 ottobre 2004   |
| 13 | Capitoli - 98. Alla ricerca del tesoro! (宝さがしでGo―！?) - 99. L'uomo addomesticato (家畜人でGo――っ?) - 100. All'avventura! (冒険でGo――っ?) - 101. Love & Love (LOVE LOVEでGo――っ?) - 102. Non riesco a essere sincera... (素直になれなくて‥‥?) - 103. Il progetto per trasformare Anko (杏子改造計画?) - 104. Blues in una notte di luna (月夜のブルース?) - 105. Love Love Love (LOVE LOVE LOVE?) - 106. Great Teacher Fuyutsuki (グレートティーチャー冬月‥‥!??)                                                                                        |                    |                   |
| 14 | 14 gennaio 2000 | ISBN 4-06-312791-5 | 25 novembre 2004  |
| 14 | Capitoli - 107. La triste canzone della vita (人生哀歌?) - 108. Cronaca quotidiana: il caso del poliziotto Toshiyuki Saejima - seconda parte - (ある日常の記録―警官冴島俊行の場合2―?) - 109. La rinascita di Teshigawara (復活の勅使河原?) - 110. La ragazza con i capelli azzurri (青い髪の少女?) - 111. Un ragazzo difficile (問題児参上?) - 112. Uccidilo! Uccidilo! (？威津惡舞血殺世！?) - 113. Mi scappa la pipì! (大失禁?) - 114. Un uomo corrotto (金に負けた男?)                                                                                   |                    |                   |
| 15 | 12 aprile 2000 | ISBN 4-06-312824-5 | 16 dicembre 2004  |
| 15 | Capitoli - 115. Mia cara Johnny (愛しのジョニー?) - 116. La ragazza, la cacca e il fondo M (少女とウンコとM資金?) - 117. Tatoo girl, la ragazza tatuata (刺青少女?) - 118. Hardcore Party (ハードコアパーティー?) - 119. Scacciamo l'oscurità! (暗闇をぶっとばせ?) - 120. Cento contro uno (「100対1」?) - 121. I tredici gradini della scala della morte (死の13階段?) - 122. Il centesimo avversario (100人目の男?) - 123. Countdown (カウントダウン?) |                    |                   |
| 16 | 14 luglio 2000 | ISBN 4-06-312848-2 | 27 gennaio 2005   |
| 16 | Capitoli - 124. Il cuore più solitario del mondo (世界で一番孤独なココロ?) - 125. La pecorella smarrita - prima parte - (迷える子羊達1?) - 126. La pecorella smarrita - seconda parte - (迷える子羊達2?) - 127. L'uccello che non sa volare (飛べない鳥?) - 128. Un pesce tropicale triste (淋しい熱帯魚?) - 129. Un ricordo doloroso (思い出の中の傷?) - 130. Il segreto (ギ・ブ・ス?) - 131. Delitto e castigo - prima parte - (罪と罰1?) - 132. Delitto e castigo - seconda parte - (罪と罰2?)                                                           |                    |                   |
| 17 | 12 settembre 2000 | ISBN 4-06-312882-2 | 25 febbraio 2005  |
| 17 | Capitoli - 133. Le lacrime di un angelo (天使の涙?) - 134. La sindrome del rancore (悪意シンドローム?) - 135. Una madre, una figlia e una lettera anonima (母と娘と怪文書?) - 136. Un terribile boomerang (無情ブーメラン?) - 137. Le fantasie di un ubriaco (妄想ジャンキー?) - 138. Addio, professore! (さよなら先生?) - 139. Il valore dell'esistenza (その向こうの価値?) - 140. La mia vita (私の人生?) - 141. La neve in piena estate (真夏のYUKI?) |                    |                   |
| 18 | 13 dicembre 2000 | ISBN 4-06-312914-4 | 31 marzo 2005     |
| 18 | Capitoli - 142. I nostri ultimi tre mesi e mezzo... (僕たちの3か月半?) - 143. La pazienza di un uomo di mezz'età (中年ペイシェンス?) - 144. Il bento preparato dalla propria amata figlia (愛娘弁当?) - 145. Un amichevole giro in macchina - prima parte - (友情ドライブ1?) - 146. Un amichevole giro in macchina - seconda parte - (友情ドライブ2?) - 147. Makoto entra in scena (まこと登場?) - 148. La grande tecnica investigativa di Makoto (まこと大捜査戦?) - 149. Hello, Azusa! (ハローあずさ?) - 150. Un matrimonio illusorio (幻想ウエディング?) |                    |                   |
| 19 | 12 marzo 2001 | ISBN 4-06-312947-0 | 27 aprile 2005    |
| 19 | Capitoli - 151. Il diario di una cicala (蝉日記?) - 152. La metamorfosi (メタモルフォーゼ?) - 153. Il clima rovente della rivoluzione (発情革命?) - 154. Rapsodia in stile Todai (東大狂騒曲?) - 155. Il coraggio di diventare zero (ゼロになる勇気?) - 156. Dopo la tempesta... (あれから‥‥?) - 157. Una disgrazia tira l'altra (一難去って‥‥?) |                    |                   |
| 20 | 13 giugno 2001 | ISBN 4-06-312980-2 | 25 maggio 2005    |
| 20 | Capitoli - 158. Il secondo quadrimestre e la mia stanza (二学期と俺の部屋?) - 159. Bidone boogie! (ゴミ溜めブギ!!?) - 160. Un Hikky da 200 punti (200点ヒッキー?) - 161. L'operazione di salvataggio di un Hikky (ヒッキー救出作戦?) - 162. Cose da uomini (男達の鉞?) - 163. Bloody Ai (ブラッディー愛?) - 164. Strawberry Panty Ai (いちごパンティ愛?) |                    |                   |

### Volumi 21-25
| 21 | 8 agosto 2001 | ISBN 4-06-313006-1 | 29 giugno 2005    |
| 21 | Capitoli - 165. Il club dei diabolici (鬼畜CLUB?) - 166. Le lacrime di un angelo (天使の涙?) - 167. La vendetta degli angeli (天使の復讐?) - 168. L'acqua dorata dell'angelo (天使の黄金水?) - 169. Sai ripetere solo ciò che è scritto sui testi scolastici! (教科書どおりのことしか言えないくせに?) - 170. Le ragioni di Azusa (あずさの“理由”?) - 171. L'angelo punito (天使におしおき?) - 172. L'angelo con le ali spezzate (翼の折れた天使?) |                    |                   |
| 22 | 14 novembre 2001 | ISBN 4-06-313041-X | 27 luglio 2005    |
| 22 | Capitoli - 173. Ragazzi e ragazze (オンナのコ オトコのコ?) - 174. Il corpo d'armata degli angeli (天使軍団?) - 175. Cronaca quotidiana: il caso del poliziotto Toshiyuki Saejima - terza parte - (ある日常の記録―警官冴島俊行の場合3―?) - 176. Al mio ragazzo piacciono i videogiochi (あたしのカレはゲーム好き?) - 177. Storia di una notte di mezz'estate (真夏の夜の物語?) - 178. La festa estiva (夏祭り?) - 179. Al di là dei cinque centimetri (5cmの向こう側?) - 180. The End of Summer - prima parte - (the END of Summer 1?) - 181. The End of Summer - seconda parte - (the END of Summer 2?) |                    |                   |
| 23 | 13 marzo 2002 | ISBN 4-06-313073-8 | 24 agosto 2005    |
| 23 | Capitoli - 182. Rapimento! (誘拐でGo――っ?) - 183. Papà e mamma (トオサンモ‥カアサンモ‥?) - 184. Memorie di un atto terroristico (思い出テロル?) - 185. Accadde in una mattina serena... (ソレハ ヨク晴レタ 朝ノデキゴトデ‥‥?) - 186. Il cuore nel cielo (空ノ中ノ心ノカタチ?) - 187. La situazione di lei (彼女ノ事情?) - 188. Friends |                    |                   |
| 24 | 15 aprile 2002 | ISBN 4-06-313097-5 | 28 settembre 2005 |
| 24 | Capitoli - 189. Heaven's Gate (Heaven's gate?) - 190. L'IRM e le giarrettiere (MRIとガーターベルト?) - 191. Cosa farai, se lei ti lascia? (あの人に捨てられたら君はどうするんだろう？?) - 192. I calcoli sbagliati dell'angelo (天使の誤算?) - 193. Lo scherzo dell'angelo (天使の悪戯?) - 194. Anche stasera in cerca d'amore (今夜も愛を探して?) - 195. Pianto disperato (慟哭?) |                    |                   |
| 25 | 15 aprile 2002 | ISBN 4-06-313098-3 | 26 ottobre 2005   |
| 25 | Capitoli - 196. Sayonara (SAYONARA?) - 197. Dammi le ali (翼をください?) - 198. Good Luck and Goodbye (グッドラック アンド グッバイ?) - 199. Che cosa posso fare per te? (君のためにできること?) - 200. Forever - Capitolo speciale: La via del manga di Toru Fujisawa - Episodio speciale! - Puntata speciale! Toru Fujisawa e il cibo! Lo straordinario viaggio dei granchi delle noci di cocco! (こんなモン食ってきた!!スペシャル 藤沢とおるのまんが道～爆裂やしがに旅情編～?) |                    |                   |